# عيادة خارجية
العيادة الخارجية (بالإنكليزية: Outpatient clinic) أو العيادة الشاملة (بالإنكليزية: Polyclinic) هو جزء من المستشفى المصمم لعلاج المرضى الخارجيين والأشخاص الذين يعانون من مشاكل صحية والذين يزورون المستشفى للتشخيص أو العلاج، ولكن لا يحتاجون في هذا الوقت إلى سرير أو دخول للرعاية الليلية. تقدم العيادات الخارجية الحديثة مجموعة واسعة من الخدمات العلاجية والاختبارات التشخيصية والعمليات الجراحية البسيطة.